# جوزيف إدغار
جوزيف إدغار هو سياسي كندي، ولد في 7 يونيو 1856 في المملكة المتحدة، وتوفي في 10 سبتمبر 1922. حزبياً، نشط في حزب أونتاريو المحافظ التقدمي. وقد انتخب عضو برلمان مقاطعة أونتاريو.